# Aan (fleuve)
Pour les articles homonymes, voir Aan.
L'Aan (anglais : Aan River) est un court fleuve de 5,5 km de l'Île du Sud de Nouvelle-Zélande dans le district de Southland dans la région du Southland qui a son embouchure dans l'océan Pacifique.

## Géographie
Il prend sa source dans le lac Innes (en) à 94 m d'altitude et se jette sur la côte sud de l'île du sud,,.
La rivière peut être atteinte à pied via le "South Coast Track", qui traverse un pont suspendu.